# 1746

## أحداث
- بداية حروب كارناتيك في 1746 والتي انتهت في 1763.

### من يناير إلى يونيو
- 8 يناير - الأمير تشارلز إدوارد ستيوارت يحتل مدينة ستيرلنغ.
- 17 يناير - معركة فالكيرك ميور: هزيمة قوات الحكومة البريطانية على يد القوات اليعاقبة.
- 16 أبريل - معركة كلودن، معركة ميدانية نهائية دارت على الأراضي البريطانية، وأنهت انتفاضات اليعاقبة.
- يونيو - التعاقد مع صمويل جونسون لكتابة قاموسه لللغة الإنجليزية.
- 16 يونيو - معركة بياشنزا: القوات النمساوية تهزم القوات الفرنسية والإسبانية.

## مواليد
- الإمام سعود بن عبد العزيز بن محمد الإمام الثالث للدولة السعودية الأولى.
- تاديوش كوسيوسكو
- غاسبار مونج
- فرانسيسكو غويا